# Ngāti Maniapoto

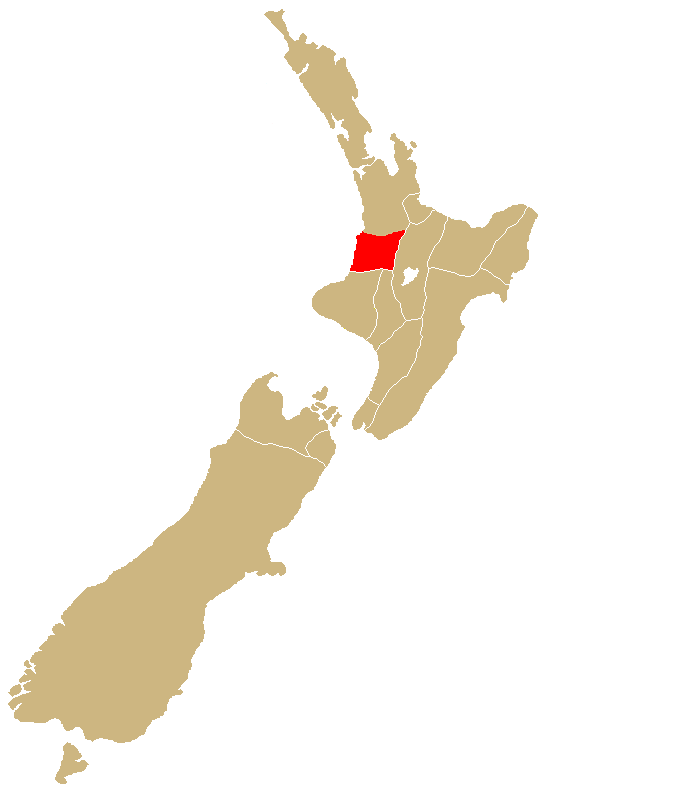
Les terres ancestrales Ngati Maniapoto (en rouge), en Nouvelle-Zélande.

Ngati Maniapoto est une tribu (iwi) maorie dont les terres se trouvent sur la côte ouest de l'île du Nord de Nouvelle-Zélande. Elles incluent la ville de Te Kuiti et la vallée de la rivière Waipa.

## Histoire
L'histoire orale traditionnelle maorie rapporte que les colons polynésiens devenus les Maoris vers le XIIIe siècle seraient arrivés sur différentes grandes pirogues (waka), auxquelles les tribus aujourd'hui retracent leurs lignées. Les ancêtres des Ngati Maniapoto, comme ceux d'autres tribus (dont Ngati Raukawa et Waikato), seraient arrivés sur la pirogue Tainui. La tribu doit son nom à Maniapoto, un chef ayant vécu au XVIIe siècle. Les hapu (sous-tribus) de Ngati Maniapoto reconnaissent en effet en lui un ancêtre commun.
Les premiers Pakeha (Européens) s'installent en Nouvelle-Zélande dans les décennies qui précèdent l'annexion de ces îles par l'Empire britannique en 1840. Des missionnaires méthodistes prêchent ainsi en terre Ngati Maniapoto dans les années 1830. Louis Hetet, commerçant de parenté française et britannique, épouse Te Rangituatahi, fille du chef Taonui Hikaka, et s'installe près de Te Kuiti au début des années 1840. Il établit des moulins à farine, tandis que la tribu se lance dans des productions agricoles permettant un commerce fructueux avec les Pakeha : blé, avoine, phormium, et élevage de porcs. Les Ngati Maniapoto se dotent par ailleurs de quatre navires pour le commerce extérieur, nommés Rere-wiki, Parininihi, Re-wini et Aotearoa. D'autres Pakeha sont accueillis sur les terres tribales, et fondent des familles métissées. Des chefs Ngati Maniapoto sont parmi les signataires du traité de Waitangi en 1840, cédant leur souveraineté à la Couronne britannique en échange de la reconnaissance de la propriété de leurs terres, et de l'accès au statut de citoyens britanniques,.

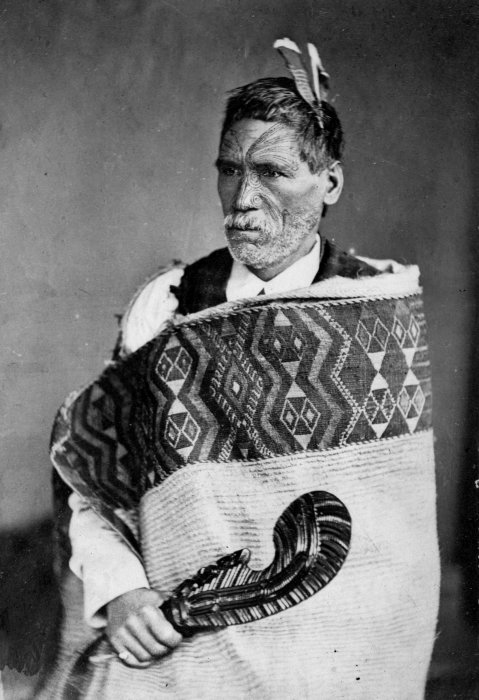
Rewi Maniapoto en 1879.

Dans les années 1850, les Ngati Maniapoto s'entendent avec les tribus voisines pour refuser toute vente supplémentaire de terres aux colons externes à leurs communautés, tandis que ceux-ci arrivent toujours plus nombreux du Royaume-Uni. En 1857, la tribu reconnaît le Kingitanga, un mouvement de confédération des tribus de la région sous l'autorité d'un « roi », Potatau Te Wherowhero, pour mieux résister l'expansion de la colonie britannique sur leurs terres. Les Ngati Maniapoto prennent ainsi part aux guerres du Taranaki (1860-1861) et du Waikato (1863-1864). Le chef Rewi Maniapoto mène les forces du Kingitanga lors de la défense du pa (village fortifié) d'Orakau en 1864. Ces guerres se soldent toutefois par l'échec des Maoris, qui perdent nombre de leurs terres et se replient sur un « territoire royal » (King Country) réduit, où ils préservent un temps leur autonomie. Le roi Tawhiao réside dès lors sur les terres Ngati Maniapoto. Ce territoire ne s'ouvre au contact avec les Pakeha qu'à partir de 1883. La construction de routes et du chemin de fer l'intègre progressivement au reste du pays,.
Au XXe siècle, Pei Te Hurinui Jones (1898-1976) et Dame Rangimarie Hetet (1892-1995) jouent chacun un rôle important dans la préservation et la revitalisation de la culture tribale, et de la culture maorie plus généralement. Le premier publie des travaux sur l'histoire et la généalogie de la tribu, et aide Sir Apirana Ngata à publier un recueil de chants traditionnels, qui demeure « une riche source pour la langue maorie classique ». La seconde est connue pour « son talent et ses connaissances dans l'art du tissage », un savoir qu'elle partage avec les jeunes générations au-delà de sa tribu d'origine. Tous deux sont décorés de l'ordre de l'Empire britannique pour services rendus à la culture maorie. Dans le même temps toutefois, de nombreuses personnes (notamment jeunes) quittent les terres tribales dans un mouvement d'urbanisation après la Seconde Guerre mondiale.
En 1988, un trust tribal est établi avec pour fonction de « préserver et de protéger l'identité, l'intégrité et les intérêts de la tribu Maniapoto ». Il est conseillé en cela par un « conseil des anciens » (Te Mauri o Maniapoto).

## Les Ngati Maniapoto auXXIesiècle
Dans les années 2010, la tribu compte quelque 35 000 membres, ce qui en fait l'une plus grandes du pays. Elle possède plus de quarante marae, dont le principal, le marae Te Tokanga-nui-a-noho, se trouve à Te Kuiti « et demeure un point de focalisation de l'identité tribale ». La tribu est alors l'une des dernières à ne pas avoir réglé son contentieux avec la Couronne néo-zélandaise (c'est-à-dire avec le gouvernement) quant à l'expropriation de ses terres dans les années 1860, à l'issue des guerres maories et en violation du traité de Waitangi. En août 2017, la tribu signe un accord de principe avec le gouvernement pour obtenir compensation pour ces expropriations.

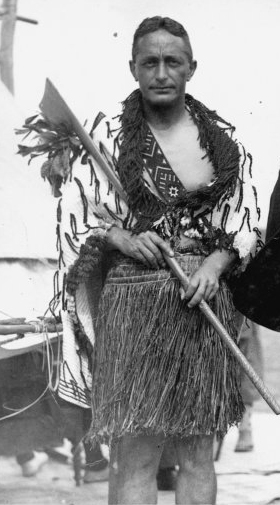
Pei Te Hurinui Jones, vers 1930.

## Membres célèbres
Parmi les membres de la tribu ayant atteint une renommée nationale ou internationale, on compte :
- Rewi Maniapoto (1807-1894), chef de guerre des forces maories lors des guerres maories des années 1860 ;
- Dame Rangimarie Hetet (1892-1995), tisserande ;
- Pei Te Hurinui Jones (1898-1976), écrivain ;
- Dame Kiri Te Kanawa (née en 1944), chanteuse d'opéra ;
- Temuera Morrison (né en 1960), acteur connu principalement pour ses rôles dans le film L'Âme des guerriers et la série Star Wars ;
- Simon Bridges (né en 1976), homme politique, chef de l'opposition parlementaire depuis 2018.